# Антифан
Антифан (старогрчки: Αντιφανης; око 408. до 334. п. н. е.) био је драмски писац античке грчке комедије. Према немачком филологу Хајнц-Гинтеру Неселрату, он се сматра једним од најважнијих писаца средње комедије поред Алексиса.
За Антифана се причало да је написао чак 365 комедија, а познато је 140 наслова његових дела. Према Суди, освојио је 13 победа у драмским такмичењима, укључујући 8 на Ленеи. У каснијем делу каријере био је пионир Нове комедије. Деметрије Фалеронски и Доротеј из Аскалона написали су расправе о Антифану.
Према Суди, Антифан је умро након што га је ударила крушка.
Његов син Стефанус је такође био писац комедија.

## Сачувани наслови и фрагменти
- Adelphai (Sisters)
- Adonis
- Agroikos (The Country-Dweller)
- Akestria
- Akontizomene (Woman Shot With an Arrow)
- Aleiptria (The Female Oiler, or Masseuse)
- Alkestis (Alcestis)
- Antaios (Antaeus)
- Anteia
- Anasozomenoi  (The Rescued Men)
- Aphrodites Gonai (Aphrodite's Birth [тражи се извор])
- Archestrate
- Archon
- Argyriou Aphanismos  (Disappearance of Money)
- Arkas (Man from Arcadia)
- Arpazomene  (The Seized, or Captured, Woman)
- Asklepios (Asclepius)
- Asotoi (Debauched Men)
- Auletes (Male Flute-Player)
- Auletris (Female Flute-Player), or Didymai (Twin Sisters)
- Autou Eron
- Bakchai (Bacchae)
- Batalos
- Boiotis (The Woman From Boeotia)
- Bombylios
- Bousiris (Busiris)
- Boutalion
- Byzantios (The Man From Byzantium)
- Cyclops
- Chrysis
- Gamos  (Marriage)
- Ganymedes (Ganymede)
- Glaukos (Glaucus)
- Gorgythos
- Diplasia (Female Double)
- Dodonis (The Woman From Dodona)
- Drapetagogos (Catcher of Runaway Slaves)
- Dyserotes (People With Disastrous Love-Lives)
- Dyspratos (The Hard-To-Sell Slave)
- Ephesia (The Woman From Ephesus)
- Epidaurios (The Man From Epidaurus)
- Epikleros (The Heiress)
- Euploia (A Pleasant Voyage)
- Euthydikos
- Halieuomene  (Woman Caught Like A Fish)
- Heniochos (The Charioteer)
- Hippeis (Knights)
- Homoioi (People Who Resemble Each Other)
- Homonymoi  (People With The Same Name)
- Homopatrioi (People With The Same Father)
- Hydria  (The Water-Pitcher)
- Hypnos  (Sleep)
- Iatros (The Physician)
- Kaineus (Caeneus)
- Kares  (Men From Caria)
- Karine (The Woman From Caria)
- Kepouros (The Gardener)
- Kitharistes (The Harpist)
- Kitharodos (The Citharode)
- Kleophanes
- Knapheus  (The Fuller)
- Knoithideus, or Gastron (Glutton)
- Korinthia (The Woman From Corinth)
- Koroplathos (Modeller of Clay Figures)
- Korykos
- Kouris (The Female Hair-Dresser)
- Kybeutai (Dice-Players)
- Lampas  (The Torch)
- Lampon
- Lemniai  (Women From Lemnos)
- Leonides
- Leptiniskos
- Leukadios (The Man From Leucas)
- Lydos  (The Man From Lydia)
- Medeia  (Medea)
- Melanion
- Meleagros (Meleager)
- Melitta (The Bee)
- Metoikos (Resident Alien)
- Metragyrtes (Beggar-Priest of Cybele)
- Metrophon
- Midon
- Minos (Minos)
- Misoponeros (Hater of Wickedness)
- Mnemata  (The Tombs)
- Moichoi  (Adulterers)
- Mylon  (The Mill)
- Mystis  (Woman Initiated Into the Mysteries)
- Obrimos
- Oinomaos, or Pelops
- Oionistes  (The Omen-Reader)
- Omphale (Omphale)
- Orpheus (Orpheus)
- Paiderastes (The Pederast)
- Parasitos  (The Parasite)
- Paroimiai (Proverbs)
- Phaon (Phaon)
- Philetairos (Philetaerus)
- Philoktetes (Philoctetes)
- Philometor (Mother-Lover)
- Philopator (Father-Lover)
- Philotis
- Phrearrhios
- Plousioi  (Rich Men)
- Poiesis  (Poetry)
- Pontikos  (Man From Pontus)
- Probateus  (The Sheep-Rancher)
- Problema (Problem, or Riddle)
- Progonoi  (Ancestors)
- Pyraunos
- Sappho
- Skleriai  (Difficulties, or Hardships)
- Skythai (Scythians), or Tauroi (Bulls)
- Stratiotes (The Soldier), or Tychon
- Thamyras
- Theogony
- Timon
- Traumatias (The Wounded Man)
- Tritagonistes
- Tyrrhenus
- Zakynthios (The Man From Zakynthos)
- Zographos  (The Painter)